# 華雷根祖爾特體育會
華雷根祖爾特體育會（荷蘭語：Sportvereniging Zulte Waregem）是一个比利时足球俱乐部，位于西佛兰德省城市瓦勒海姆。

## 荣誉
- 比利時職業聯賽
  - 亞軍（1）：2012–13
- 比利時挑戰者職業聯賽
  - 冠軍（1）：2024–25
- 比利時足球乙級聯賽
  - 冠軍（1）：2004–05
- 比利時盃
  - 冠軍（2）：2005–06、2016–17
  - 亞軍（1）：2013–14
- 比利時超級盃
  - 亞軍（2）：2006, 2017